# 놓지마 정신줄
《놓지마 정신줄》은 대한민국의 신태훈과 나승훈이 네이버 웹툰에 연재하고 현재 완결된 웹툰이다. 2022년 11월 8일 재연재를 했다.

## 등장인물
- 정신(성우 - 전태열) : 이 웹툰의 주인공으로써, 독특한 정신세계를 가지고 있다(키는 185). 매우 똑똑하다. 백년에 한번 나올 듯한 천재적인 두뇌의 소유자지만 딱히 드러내지 않아 주변인들(심지어 가족 조차도)이 잘 알지 못한다. 사실 본인도 자각하고 있지는 않는 듯 하다. 좋아하는 음식은 배추이다. 옷은 항상 노란색에 옆에 검은색 줄무늬가 있는 전신 옷을 입는다. TV는 꼭 고양이 자세로 본다. 앨리스 김이 좋아하며, 썬더 대학교 출신이다.원작에선 어릴 때 키가 무지막지하게 커서 엄마와 정과장이 180cm까지만 크게만들었다. 밤에는 컴퓨터 게임 하고, 아침에는 잠을잔다.

- 엄마 (성우 - 이선주) : 놓지마 정신줄 세계관 최강자이다. 엄청난 괴력을 가진 집안의 권력자. 안젤리카가 굽실될 정도. 옛날엔 블랙 로즈라는 이름(가명)의 최고의 킬러였다. 이름은 성이 최씨인 것 빼고 특별히 밝혀지지 않았다. 정신이 어렸을때는 검은머리였다가 현재는 노랑머리. 59화에서 생일이 4월 6일이라는 것이 밝혀졌다. 목련여중을 나왔다. TV만 보면 정신 줄을 놓는다.

- 정주리 (성우 - 김율) : 정신의 여동생이다. 엄마의 괴력을 물려받았으며, 어릴 때 예절 학원에 들어가려 했으나 실수로 전국구해결사조합 조폭 조직에 들어가 있었기도 했다(엄청난 덩치의 소유자들이 주리에게 "누님"이라고 했다). 애니메이션에서는 친구인 일등과 박순과 함께 요정 세에라에 의해 고등학생 1학년으로 돌아가기도 했으며 남훈이라는 남자친구가 있다. 원작에선 어느날 TV에 나온 검은 뱀 문양을 얼굴에 그렸다. 그 문양은 염료가 닿으면 이성을 잃고 순간적인 힘으로 모든걸 파괴가능한 문양이다. 엄마가 바로 지웠지만 효력이 남아 잘못하면 정신이 엄마처럼 (이미 괴력이지만) 엄청난 괴력을 발휘하는 편이 있다. 그리고 엄청난 푸드 파이터이다. 밥그릇이 초특급 용량 밥솥. 요정이 주리의 이미지를 망가트리려고 밥을 많이 먹였지만 가족이 아무렇지 않게 여겼다. 지방 파이브와 광역식스라는 그룹을 좋아한다. 줄줄여고의 학생이며, 만화책을 보면 정신 줄을 놓는다.

- 정과장 (성우 - 민응식) : 매일 피곤해 하는 직장인으로, 썬더건설의 만년과장이다. 회사에서 자고 놀고 하는 과장. 정신이네 가족중에서 특별한 힘을 갖고 있는 것은 아니지만 죽지 않는 불사신의 몸을 갖고있다. 딱밤을 때리면 잘생기게 변하고, 깜찍이(본인 스스로는 깜쯱이라고 말한다.)라는 개인 블로그를 운영하고 있고 구독자가 매우 많았지만 얼굴 공개를 한 뒤로 구독자 수가 0명으로 줄어들었고 회사에서 해고당했지만 다음화부터 계속 다니기 시작한다. 이는 정신이가 회사 내 프로그램을 해킹해서 해고 리스트에서 제외시키는 까닭이라고 한다. 티타임을 즐긴다. 좋아하는 것은 컴퓨터 고스톱이다.

- 앨리스 김 (성우 - 여민정 (1기), 채민지 (2기)): 썬더 그룹의 회장의 외동 손녀이자 정신을 좋아한다. 정신은 앨리스를 안랙술, 또는 알랙산더라고 부른다. 부모님은 자동차 사고로 돌아가시고 할아버지랑 살게 되었다. 집에서 신발장까지 가는데만 차로 한 시간이 걸리는 매우 큰 저택에 살고, 놀이 공원을 세우고, 대회 개최, 1억을 뿌리고 다니며 말만 하면 뭐든지 할 수 있다. (모나리자에 낙서하기, 인터넷 없애기 등등) 자신에게 처음으로 막 대하는 정신에게 푹 빠져 있다. 10억 수표보다 1000원짜리 지폐를 더 소중히 아낀다. 실제로 존과 밥의 1000원 10개 정도를 1억수표 10개로 바꾸었다. 집 정원이 4만 평이다. 여담으로 엘리스 할아버지는 세계 재벌5세이다.

- 남훈 (성우 - 최승훈 (1기), 김혜성 (2기)): 주리의 남자친구다. 주리 덕분에 쿨하고 시원시원한 성격이다. 힘은 주리보단 아니지만 정신이보다 세다. 엄마는 남훈이에게 굽신 거린다. 가끔 주리의 공격이나 상상치 않은 장면을 보고 쇼크를 먹기도 한다. 남훈은 잘생겨서 인기가 많아 많은 여고생에게 둘러싸여 있는 모습은 주리가 제일 싫어하는 것 중에 하나다. 한번 주리와 헤어졌던 적이 있었다. 주리를 위해서는 무엇이든 하겠다는 기세이다.사귀게 된 이유는 주리의 폭식으로 버스 안에서 방귀를 심하게 뀌는 바람에 신비한 모습의 주리의 모습이 각인(추정)되어 좋아하게 된것.

- 일등 (성우 - 이소은 (1기), 채민지 (2기)) : 중학교 수학교사 딸, 줄줄고 재학 중으로 줄줄고 1등이다. 사실 수능에서 전국 1등으로 하버드대에 붙었으나 주리의 부탁에 따라 작가들이 설정축을 고등학생으로 고정시켜놓는 바람[7]에 쭉 고등학생이 되었다. 앨리스처럼 정신을 좋아한다. 주리와 절친. 힘이 주리처럼 매우 세다.

- 대박순 (성우 - 김새해) : 말 끝마다 "대박~"이라는 말을 하는 아이로 항상 우연한 기회로 대박행운을 얻는다. (땅을 깼는데 유전이 터지고, 모카노왕자와 졸지에 약혼하거나, 운으로 중간고사를 100점 맞는 등) 대덕후의 여동생이다. 일등, 주리와 절친.현재모카노 왕국 왕세자비

- 대덕후 (성우 - 이호산 (1기), 민응식 (2기)) : 유명한 가수로, 정신과는 소위 ‘쌍무적 계약 관계’. 정신이의 배추밭 지분을 주는 대신 호의를 표한다. 계속 갱신중이며 마음대로 파기 가능하다.  '우친동(우주 친목 동아리)'을 운영하고 있다. 게다가 네네짱이라는 만화 캐릭터 덕후다. 대박 대왕의 후계자이기도 하다. 말 끝마다 '능'이라는 말투를 자주 사용한다.

- 존, 밥 (성우 - 존 권성혁 / 밥 김정훈 / ) : 긍정적으로 생각하면 망하고 부정적으로 생각하면 성공하는 캐릭터들이다. 세계 3위 안에 드는 부자가 되고 (1위는 김회장, 2위는 모카노 왕자) 아틀란티스를 작동시켜 매우 큰 땅이 생기고 나서 폭풍우와 범죄 사건으로 한순간에 망하는 등 막장 설정이다. 현재 정신네 집에서 살고 있다. 외국인(텍사스주). 전쟁때 "미세스 뭄바"라는 특수요원에 의해 길러진다. 라면을 엎어먹는걸 좋아한다.

- 정구 (성우 - 강예지) 정과장의 친동생의 아들. 정과장의 친동생의 아들이 바닷가에서만 살다보니 교육이 걱정돼 정신이네 가족에게 맡긴다. 제일 좋아하는 것은 쥐포로 알려져 있으며 사건이 생겨도 운으로 해결되는 편이다. 처음 유치원에 입학했을 때 놀림을 받았지만 바닷가 이야기 한말에 바로 인기를 얻었다. 양치질을 안해서 지독한 입냄새를 풍기고 있으며 정신이와 주리방에 장난을 쳐 사고를 자주 일으킨다.어머니는 용왕의 딸이다.(용왕의 할아버지인 셈)

- 악당단 : 김최면에게 최면을 당해 노예로써 썬더건설에 입사하여 건강검진표를 역순정렬하여 차장까지 진급한다. 그리고 이후에 라면왕 김라면의 라면을 먹고 최면에서 풀려난다. 정신의 아빠를 괴롭히는 상사이다.영재연구원 간수의 제자.

- 철수 (성우 - 채민지) : 정신이의 라이벌로 정신이 대신 발로 풀어준 문제로 인해 최연소 영재 테스트 만점자가 되어(어렸을 때) 영재 연구원에 가서 일반인이 보면 1초안에 기절하는 문제를 하루에 수십 개씩 볼 뻔했지만 눈을 감았다. 현재는 썬더그룹 회장 김회장의 생명의 은인이 되었다. 영재 연구원을 빠져나가기 위해 간수(영재연구원 경비)아저씨께 무술을 배우고 암살자가 되어 썬더그룹에 취업해 본부장, 그리고 부사장까지 초고속 승진했다. 모카노 왕국의 비밀문서를 해독해준 대가로 (워낙 원래 모카노 왕자가 망나니인 탓도 있지만) 모카노 왕자가 되고 원래 왕자는 제2모카노 왕자가 되어버린다.

- 안젤리카(애니에서는 메리)  (성우 - 이호산)[8] : 애니메이션에 등장하는, 정신이 만들어 낸 다섯 번째 프로그램 (메리 5호). 주인인 정신이 잘못된 방향으로 나아갈 때 바로 잡아주려고 하나, 삭제될 위기에 처할 때에는 굽실거리는 목소리를 낸다. 웹툰에서는 정과장이 술에 취해 가져온 인형(안젤리카)을 인공 지능 로봇으로 만든 것으로 메리 5호는 하나도 안 보인다. 성격이 괴팍하며 창조주인 정신에게 복종 하나, 절대자라고 부르는 정신의 엄마가 실질적 대장이다. 정과장이 술이 취해서 메리를 보면 메리는 미소녀처럼 보인다. 중국산.(Made in china)

- 살구색 인간 : 살구색보다는 노란색에 가까운 피부를 가진 엑스트라. 거의 모든 화에 등장한다. 사실상 제일 많이 출연했다. 가장 많이 출연했다는 이유로 놓지마 시상식에서 상을 받았다. 사실은 살구색 인간이 하나가 모든 역을 다 하고있다고 알려졌다.(이걸 어떻게 다했는지는 의문)

- 오사장 (성우 - 김정훈) : 정과장을 괴롭히는 썬더그룹 사장이다(대머리). 가끔 역관광당할 때도 있다. 현재 정과장이 직원 시간 정리 담당을 맡을 때 사장의 시간이 거의 지각투성이인데다가 일을 잘 하지 않아 시즌1 603화에서 해고당했다가 667화에서 다시 등장했다.

- "'악차장"' 대부분의 사람과는 달리 옷을입고있는 쫄라맨이다.

- 바닥의 정령(성우 - 강호철) : 15화에서 첫등장. 더러운 바닥을 싫어한다. 또한 더러운 곳이 있으면 죽고, 깨끗해지면 잘생겨지고 근육맨이 되며 살아난다. 정신이네 집이 깨끗해지고 감동을 받아서 등장하는데 답례로 걱정을 들어주고 (정령국)돌아가려고 하다가 정신이의 걱정이 없어서 집에 남게 되었다.취미는 걱정이나 소원 들어주기와 바닥청소.
- 배변의 정령/절약의 정령

원작에서는 등장하는 정령들.배변 할당량을 채우려 발령받은 최배변과 380화에서 정신,바닥이,배변이가소환해 나타난 조절약.절약이는 주위의 낭비가 너무 심하면 머리의 수도 꼭지가 뽑혀 죽는다.소환 직후 수도꼭지가 뽑혀 사망할뻔 했지만 엄마가 낭비를 막아 생존.
- 정선장

정과장의 친동생이며 아들로 정구를 두고 있다. 얼굴은 사실상 뒷모습만 보인다. 아내는 용궁의 공주이다.
- 김 비서

앨리스의 비서. 앨리스가 나오는 화에는 꼭 옆에 있다. 살구색 인간과 비슷한 형태이다(그냥 살구색 인간이 옷입고 안경 쓴 모습). 애니메이션에서만 등장한다.
- 김썬더

썬더별의 왕자로 정신을 자신의 아버지를 죽인 사람으로 착각했다. 그리고 안젤리카를 오만한 장미로 착각을 해서 정신을 관찰하기 위해서 우친동(우주친목동아리)에 가입했다. 원작에서만 등장한다.